# Gérard Gili
Gérard Gili (Marseille, 7 de agosto, 1952) é um ex-futebolista Francês e atual treinador de futebol. já foi treinador das divisões de base e da seleção principal da Costa do Marfim, atualmente dirige o Umm-Salal Sports Club, do Qatar.

## Títulos

### Como jogador
Marseille
- Ligue 1: 1971-72

Bastia
- Copa da França: 1980-81

### Como treinador
Marseille
- Ligue 1: 1988-89, 1989-90
- Copa da França: 1988-89, 1989-90